# ماكياغودينا

ماكياغودينا ( النطق الإيطالي: ‎[makkjaˈɡɔːdena]‏ ) هي بلدية في مقاطعة إزرنية في منطقة مليزة بجنوب إيطاليا.

## تاريخ
ظهر الاسم الحالي للمدينة لأول مرة في وثيقة عام 964 م باسم Maccia de Godena. كان موقع حامية بين مقاطعات إيزرنيا وبويانو اللومباردية، وبعد ذلك موقع رؤية على طول مسار بيسكاسيرولي-كانديلا تراتورو (مسار الرعاة). جاء عدد كبير من اللوردات الإقطاعيين واحدًا تلو الآخر للسيطرة على القلعة (نظرًا لارتفاع موقعه المطل على الوادي
) ، بما في ذلك باندوني ومورميل.
هاجر العديد من سكان أوائل القرن العشرين إلى منتصفه إلى العديد من البلدان ، بما في ذلك أستراليا والأرجنتين والبرازيل وكندا والولايات المتحدة الأمريكية.